# Haseln
Die Haseln (Corylus) sind eine Pflanzengattung in der Familie der Birkengewächse (Betulaceae).

## Beschreibung

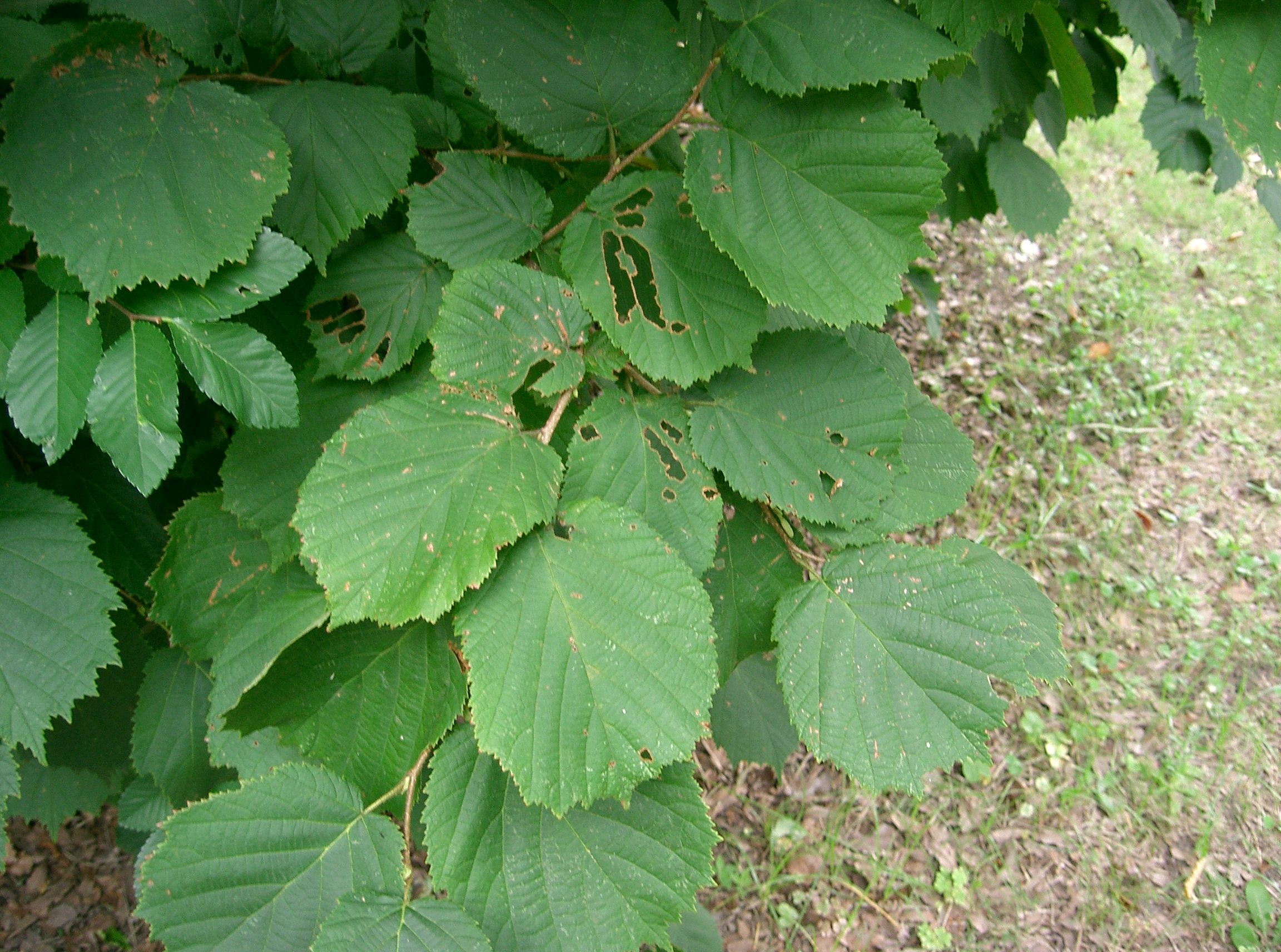
Laubblätter von
Corylus heterophylla

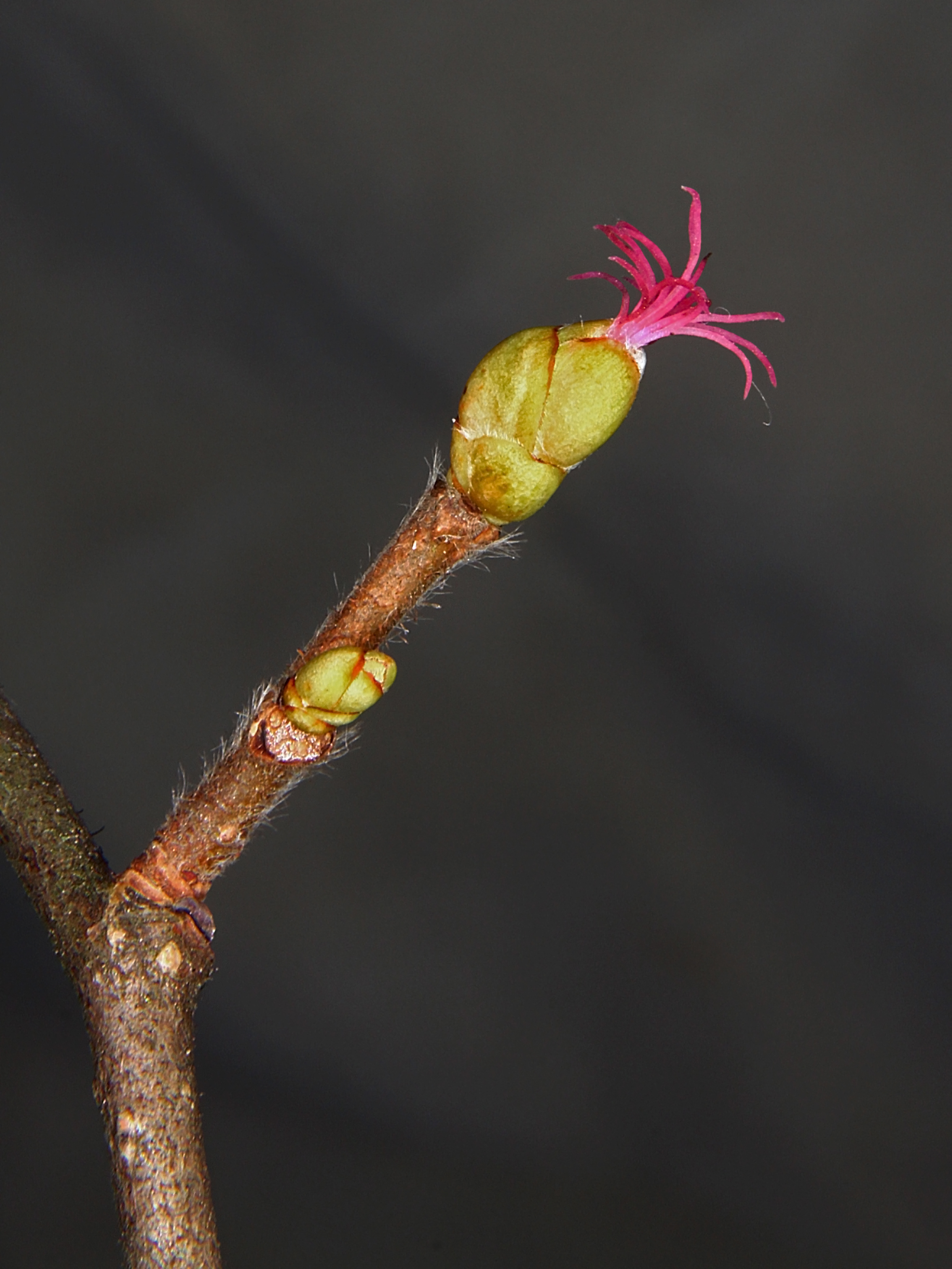
Weiblicher Blütenstand von Corylus avellana in den Knopsenschuppen; nur die Narbenäste der weiblichen Blüten sind sichtbar

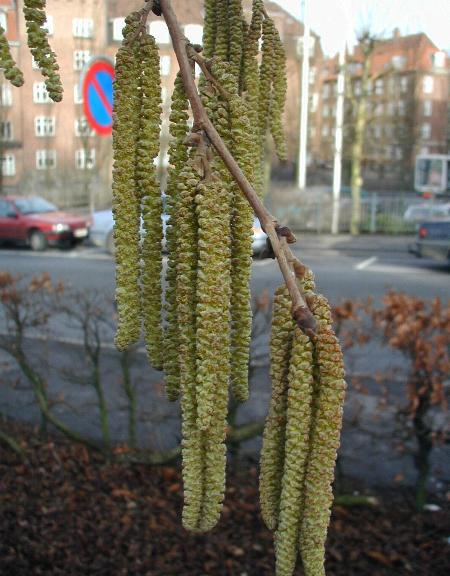
Männliche Kätzchen von
Corylus colurna

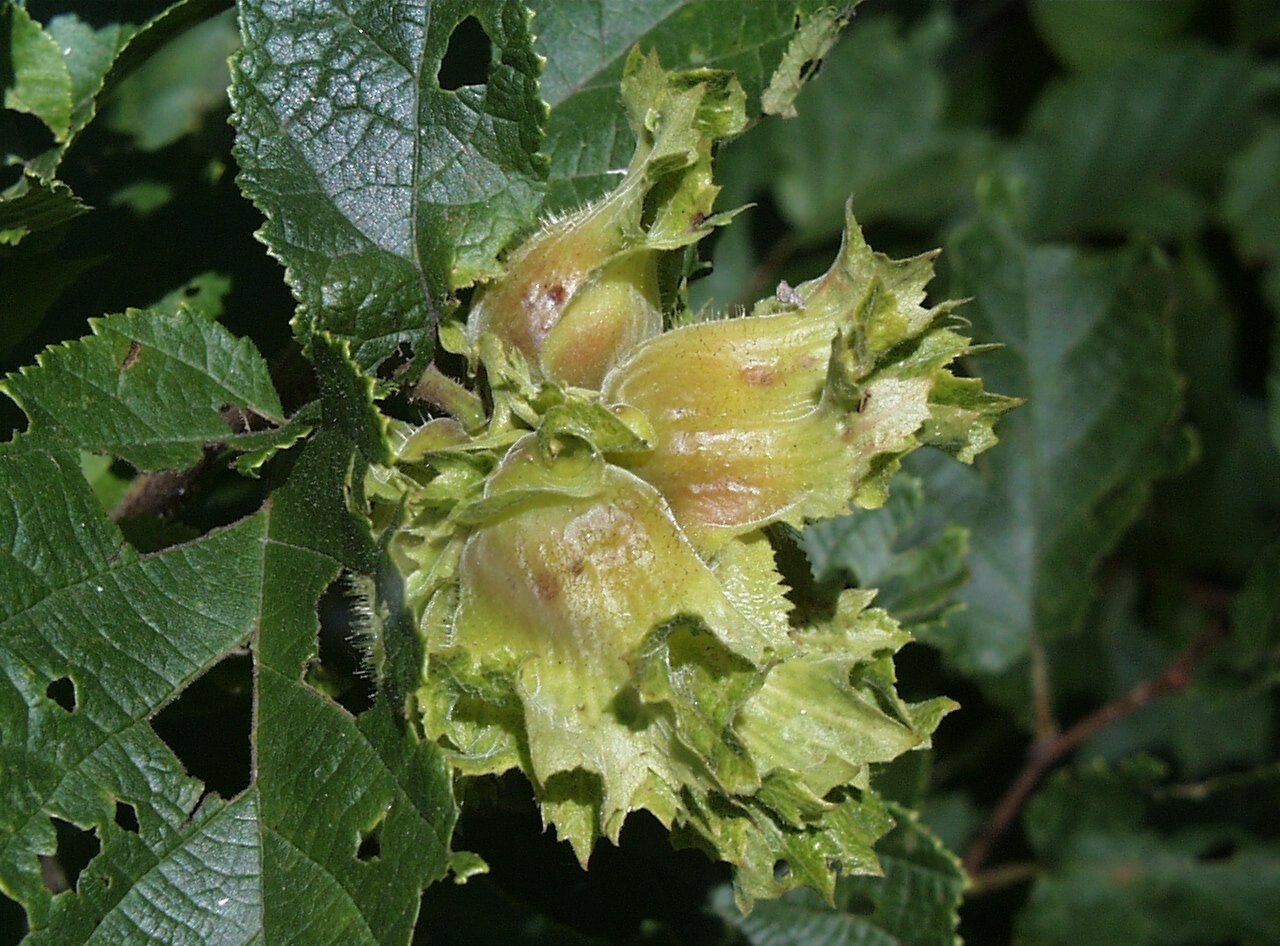
Fruchtstände von
Corylus americana

### Vegetative Merkmale
Hasel-Arten sind sommergrüne, laubabwerfende zumeist einstämmige Bäume oder Sträucher, die Wuchshöhen von 3 bis 30 Metern (Baum-Hasel) erreichen. Die Sträucher verzweigen meistens in eine Vielzahl von Ästen, ohne einen Hauptstamm auszubilden, die Stämme und Äste sind drehrund. Die gräulich braune, dünne und glatte Rinde zeigt keine auffallenden Korkporen, sie ist geschlossen und zerbricht im Alter in vertikale Streifen und Schuppen. Das Holz ist nahezu weiß bis hellbraun, fein texturiert, mittelhart und schwer. Äste, Ästchen und Zweige sind in zwei Reihen stehend bis verteilt. Die jungen Zweige unterscheiden sich in lange und kurze Triebe. Vor dem Winter bilden die Pflanzen aufsitzende, breit eiförmige Knospen, die nach oben spitz sind und mehrere glatte, sich dachziegelartig überlappende Schuppen besitzen.
Die Laubblätter stehen zweireihig sowohl an den langen als auch an den kurzen Trieben. Die Blattspreite ist eiförmig bis verkehrt-eiförmig oder rundlich, die Basis ist meist herzförmig, die Spitze ist bespitzt bis spitz oder zugespitzt, die Ränder sind doppelt gesägt bis grob gezähnt. Die 4 bis 12 cm lange und 3,5 bis 12 cm breite Spreite wird von acht oder weniger Paar Seitenadern durchzogen, sie ist dünn, die Unterseite ist meist fein behaart und gelegentlich drüsig.

### Blütenstände und Blüten
Die Hasel-Arten sind einhäusig getrenntgeschlechtig (monözisch). Die männlichen Blütenstände (Kätzchen) stehen an den Zweigen der kurzen Triebe in vielen traubenartigen Gruppen. Sie werden bereits im Vorjahr gebildet und überdauern den Winter nackt, um bereits vor den Laubblättern auszuschlagen. Innerhalb der männlichen Kätzchen stehen die Blüten zu dritt gedrängt von einem schuppenartigen Tragblatt umgeben. Sie enthalten vier Staubblätter, die nahezu bis zur Hälfte geteilt sind und damit acht Halbstaubblätter bilden. Die Staubfäden sind sehr kurz und mit den zwei Vorblättern am Tragblatt verwachsen.
Oberhalb der männlichen Kätzchen stehen die weiblichen Blütenstände als kleinere Gruppen von Blüten und Tragblättern in Knospenschuppen. Je zwei weibliche Blüten werden von einem Tragblatt gehalten und sind von zwei Deckblättern (jeweils aus bis drei verwachsenen Vorblättern) begleitet. Der Fruchtknoten ist klein mit zwei Griffelästen und langen Narben, ein Kelch kann vorkommen. Die weiblichen Blüten blühen zur gleichen Zeit wie die männlichen Blüten, sie sind reduziert und nur die Narben treten zur Blütezeit aus der Knospe hervor.

### Pollen
Pollen von Hasel-Arten sind oft die Ursache für allergische Rhinitis im Spätwinter und den ersten Frühlingsmonaten. Die Pollenkörner sind durch eine palynologische Untersuchung leicht durch die tiporate und seltener tetraporate Struktur ihrer granulären Exine zu erkennen.

### Früchte
Die Fruchtstände sind dichte Gruppen, die aus mehreren Früchten bestehen. Jede Frucht ist von einer aus den Deckblättern gebildeten „Hülle“ umgeben. Die Deckblätter sind laubblattartig, haarig oder stachelig, vergrößert und gelegentlich zu einer kurzen bis verlängerten Röhre verwachsen. Die Nussfrüchte sind relativ dünnwandig, nahezu kugelförmig bis eiförmig, seitlich sind sie etwas eingedrückt und längsgerippt.

## Vorkommen
Die Arten der Gattung sind in den gemäßigten Gebieten der nördlichen Halbkugel, von Nordamerika über Europa bis nach Asien verbreitet.

## Ökologie
Haseln beherbergen 44 Arten von Schmetterlingsraupen.
Die Nüsse dienen als Nahrung für kleine Säugetiere wie Eichhörnchen, Siebenschläfern und Mäuse, sowie für Vögel (Eichelhäher, Kleiber, Spechte).

## Systematik
Die Gattung Corylus gehört zur Unterfamilie der Haselnussgewächse (Coryloideae) innerhalb der Familie der Birkengewächse (Betulaceae). Phylogenetische Untersuchungen stellen die Gattung als Schwesterklade zu den restlichen drei Gattungen der Unterfamilie.
|  | Carpinus                 |
|  |                          |
|  | \| \| Ostrya \| \| \| \| |
|  |                          |
|  | Ostrya                   |
|  |                          |

|  | Ostrya |
|  |        |

|  | Carpinus                 |
|  |                          |
|  | \| \| Ostrya \| \| \| \| |
|  |                          |
|  | Ostrya                   |
|  |                          |

|  | Ostrya |
|  |        |

|  | Carpinus                 |
|  |                          |
|  | \| \| Ostrya \| \| \| \| |
|  |                          |
|  | Ostrya                   |
|  |                          |

|  | Ostrya |
|  |        |

|  | Carpinus                 |
|  |                          |
|  | \| \| Ostrya \| \| \| \| |
|  |                          |
|  | Ostrya                   |
|  |                          |

|  | Ostrya |
|  |        |

Kladogramm nach

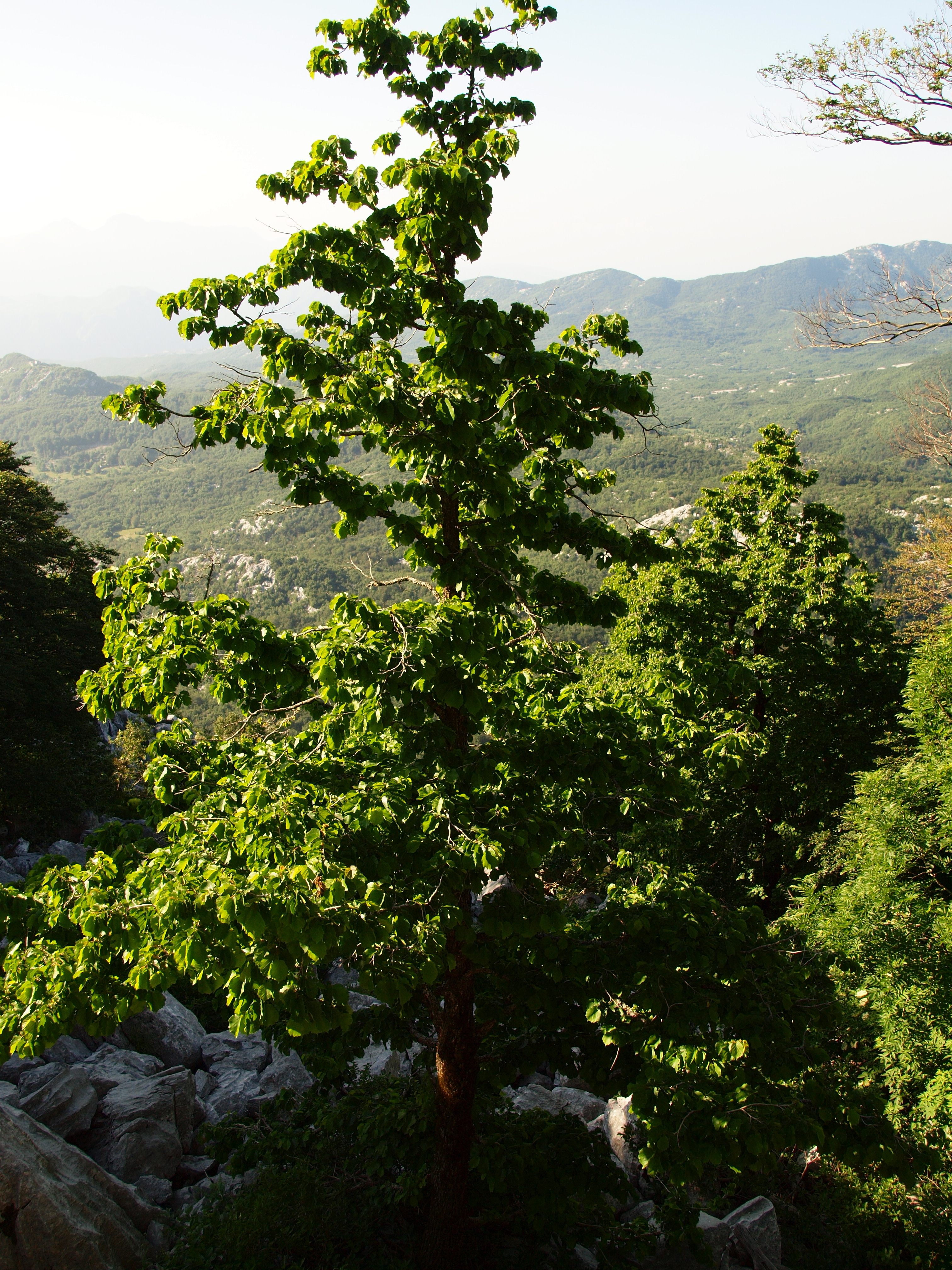
Baum-Hasel (Corylus colurna) am Standort im Orjen

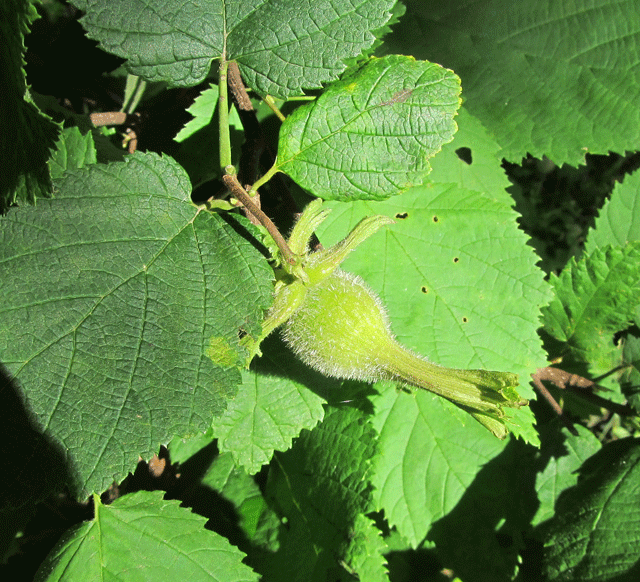
Schnabel-Hasel (Corylus cornuta)

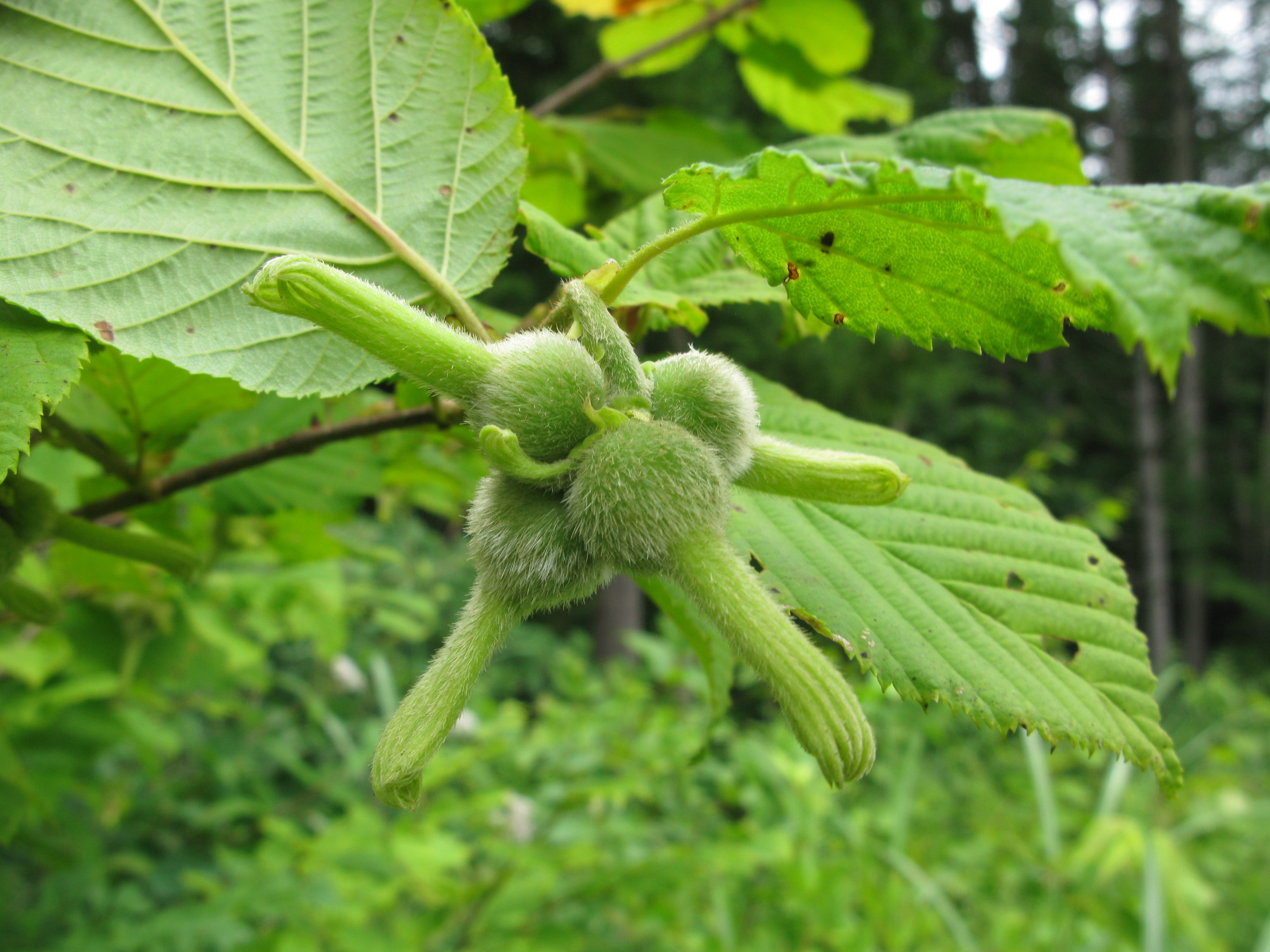
Japanische Hasel
(Corylus sieboldiana)

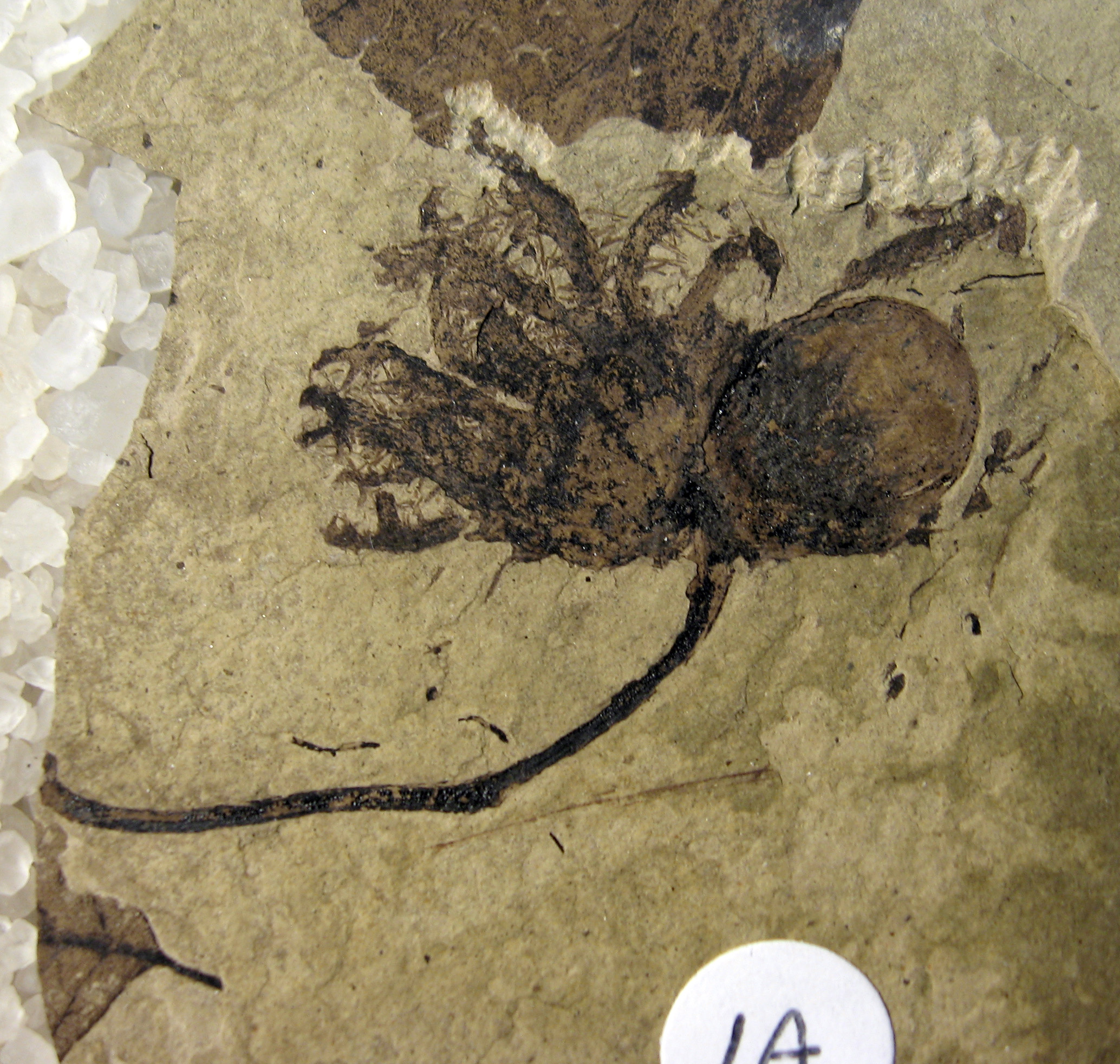
Die fossile Corylus johnstonii aus Republic, 49,5 Millionen Jahre alt

Je nach Autor enthält die Gattung Corylus 10 bis 25 Arten:
- Amerikanische Hasel (Corylus americana Walter): Sie ist in Nordamerika in Kanada und den Vereinigten Staaten weitverbreitet.[7]
- Gemeine Hasel (Corylus avellana L.): Das Verbreitungsgebiet reicht von Europa bis zum Kaukasusraum.[7]  Mit den Varietäten:
  - Corylus avellana L. var. avellana
  - Corylus avellana var. pontica (K.Koch) H.J.P.Winkl.
- Chinesische Hasel (Corylus chinensis Franch.; inkl. Corylus papyracea Hickel): Die Heimat ist China.[7]
- Corylus colchica Albov: Endemit von Georgien (einschließlich Abchasiens).[8]
- Baum-Hasel (Corylus colurna L.): Die Heimat reicht von Südosteuropa bis zum nördlichen Iran.[7]
- Corylus ×colurnoides C.K.Schneid. (= Corylus avellana × Corylus colurna)
- Schnabel-Hasel (Corylus cornuta Marshall): Die Heimat ist Kanada und die USA.[7]  Mit zwei Unterarten:
  - Corylus cornuta subsp. californica (A.DC.) A.E.Murray
  - Corylus cornuta Marshall subsp. cornuta
- Corylus fargesii (Franch.) C.K.Schneid.: Die Heimat ist China.[7]
- Corylus ferox Wall.: Das Verbreitungsgebiet reicht vom Himalaja bis zum nördlichen China.[7] Mit den Varietäten:
  - Corylus ferox var. ferox: Sie kommt vom zentralen Himalaja bis zum südlich-zentralen China vor.[7]
  - Corylus ferox var. tibetica (Batalin) Franch.: Sie kommt von Tibet bis zum zentralen und nördlichen China vor.[7]
- Mongolische Hasel (Corylus heterophylla Fisch. ex Trautv.): Das Verbreitungsgebiet reicht vom südöstlichen Sibirien bis Japan und Korea.[7] Mit den Varietäten:
  - Corylus heterophylla Fisch. ex Trautv. var. heterophylla
  - Corylus heterophylla var. sutchuenensis Franch.
- Corylus jacquemontii Decne.: Das Verbreitungsgebiet reicht von Kaschmir bis Nepal.[7]
- Corylus maxima Mill.: Die Heimat ist die nordwestliche Balkanhalbinsel.[7]
- Corylus potaninii Bobrov: Die Heimat ist das südliche und mittlere China.[7]
- Japanische Hasel (Corylus sieboldiana Blume): Die Heimat reicht vom südlichen Sibirien bis nach Korea und Japan.[7] Mit den Varietäten:
  - Corylus sieboldiana var. mandshurica (Maxim.) C.K.Schneid.
  - Corylus sieboldiana Blume var. sieboldiana
- Corylus wangii Hu: Sie kommt nur in der chinesischen Provinz Yunnan vor.[7]
- Corylus wulingensis Q.X.Liu & C.M.Zhang: Sie kommt nur in der chinesischen Provinz Hunan vor.[7]
- Corylus yunnanensis (Franch.) A.Camus: Die Heimat ist das südliche und mittlere China.[7]

Je nach Auffassung des Autors werden von Corylus avellana oft die Arten Corylus maxima Mill. (Lambertshasel), Corylus pontica K.Koch und Corylus colchica Albov abgespalten. Zudem wird je nach Autor die Art Corylus californica (A. DC.) A. Heller als Varietät von Corylus cornuta gezählt. Ebenso werden die oft zu Corylus heterophylla gestellten Varietäten var. sutchuenensis Franch. und var. yunnanensis Franch. von einigen Autoren als eigenständige Arten geführt. Ebenfalls strittigen Rang besitzt Corylus papyracea.

## Fossile Nachweise
Ein erster fossiler Nachweis von Haseln anhand von Nüssen, die von mehrlappigen, laubblattartigen und bestachelten Tragblättern umgeben sind, stammt aus dem mittleren Eozän und wurde bei Republic im US-amerikanischen Bundesstaat Washington gefunden. Fossile Blätter, die denen der Corylus-Arten ähneln, sind von der nördlichen Halbkugel aus vielen Funden aus dem Paleozän und dem Eozän bekannt. Eine genaue Zuordnung zur Gattung Corylus oder Palaeocarpinus ist jedoch nicht möglich.